# Charlie Christian
Charlie Christian (Bonham, 1916. július 29. – Staten Island, 1942. március 2.) amerikai dzsesszgitáros.

## Pályafutása
Muzsikus családból származott. Szülei trombitásként és zongoristaként dolgoztak a némafilmek háttérzenészeként.
Oklahoma Cityben nőtt fel egy szegény feketenegyedben. Kezdetben az apjától tanult tenorszaxofonozni és bőgőzni. Ebben a környezetben kezdett játszani egy sajátmaga által készített gitáron. Már kisgyermekkorában fellépett az iskola zenekarával.
1939-ben John Hammond producer beajánlotta Benny Goodman zenekarába.
A bebop úttörője volt. Az 1940-es években vált népszerűvé vált. Olyan zenészek társaságában játszott, mint Thelonious Monk, Dizzy Gillespie, Kenny Clarke, Don Byas.
25 éves korában, 1942-ben halt meg TBC-ben. Jelöletlen sírba temették a texasi Bonham-ben. Emlékére egy kopjafát csak 1994-ben állítottak a Gates Hill temetőben. 2013-ban azonban rájöttek, hogy a jelölés rossz helyen van...
1966-ban, 24 évvel a halála után bekerült a Down Beat Jazz Hall of Fame-be.

## Lemezek

### Benny Goodmanegyüttese
- Charlie Christian with the Benny Goodman Sextet and Orchestra
- Solo Flight: The Genius of Charlie Christian (1972)
- The Genius of the Electric Guitar (Columbia: 1939–1941 recordings)
- Solo Flight, with the Benny Goodman Sextet (2003)
- Electric, with the Benny Goodman Sextet and the Charlie Christian Quartet (2011)

### Lionel Hamptonegyüttese
The Complete RCA Victor Recordings, 1937–1949 (1995)

### Egyéb
Guitar Wizard (LeJazz, 1993)